# Boiga drapiezii
Boiga drapiezii е вид змия от семейство Смокообразни (Colubridae). Видът не е застрашен от изчезване.

## Разпространение
Разпространен е в Бруней, Виетнам, Индонезия (Калимантан, Суматра и Ява), Малайзия (Западна Малайзия, Сабах и Саравак), Сингапур, Тайланд и Филипини.